# Chesias lecerfi
Chesias lecerfi är en fjärilsart som beskrevs av Lucas 1937. Chesias lecerfi ingår i släktet Chesias och familjen mätare. Inga underarter finns listade i Catalogue of Life.